# Stephen Ireland
Stephen James Ireland, mais conhecido como Ireland (Cobh, Cork, 22 de agosto de 1986), é um ex-futebolista irlandês que atuava como meio-campo.

## Carreira

### Manchester City
Ireland começou sua carreira nas categorias de base do Cobh Ramblers, mas com 15 anos de idade foi para as categorias de base do Manchester City da Inglaterra.
Ireland jogou pela primeira vez na equipe principal do Manchester City dia 18 de Setembro de 2005 contra o Bolton ao substituir Joey Barton aos 81 minutos do segundo tempo. No jogo seguinte fez seu primeiro jogo como titular, contra o Doncaster Rovers dia 21 de Setembro de 2005 pela Copa da Liga Inglesa, onze dias depois estreou como titular na Premier League contra o Everton no dia 2 de outubro de 2005 e ganhou o prêmio Man of the match (Homem da partida).

### Seleção Irlandesa
Ireland marcou seu primeiro gol como a camisa da seleção irlandesa em 7 de Outubro de 2006, na derrota de 5 x 2 contra Chipre.
No dia 7 de Fevereiro de 2007, Ireland salvou a Irlanda de um empate humilhante contra San Marino, com um gol no último minuto, com o gol salvador a Irlanda ganhou de San Marino por 2 x 1.
Em 24 de março de 2007, ele marcou seu primeiro gol no estádio Croke Park diante da seleção galesa. Este foi seu terceiro gol atuando por sua seleção em apenas quatro partidas. Ele também marcou contra a Eslováquia em Bratislava, em 8 setembro de 2007.

#### Polêmica
Em Setembro de 2007 Ireland foi o centro das atenções quando mentiu dias antes do jogo contra os Tchecos, ao dizer que sua avó materna tinha falecido informado por uma chamada telefónica de sua namorada.
No entanto, a imprensa descobriu rapidamente que a avó materna de Ireland não estava morta, em que poucos minutos Ireland anunciou que foi sua avó paterna que tinha falecido, a imprensa também descobriu que a avó paterna da Ireland também estava viva. Ireland alterou a história, mais uma vez, dizendo que foi a segunda esposa divorciada de um de seus avós. A mentira foi descoberta rapidamente.
Ireland, eventualmente, pronunciou-se com a verdade, admitir que ele tinha inventado uma razão para abandonar a seleção irlandesa para visitar a sua namorada em Cork. Ireland: "Decidi que devo dizer a verdade e admitir que tinha dito mentiras" disse. "Compreendo agora que foi um enorme erro dizer que um dos meus avós estariam mortos e lamento profundamente".
O treinador (na época) da seleção irlandesa, Staunton foi furioso para Irlanda. O humor do técnico não era ajudado pelo fato de que seleção irlandesa perdeu de 1-0 para a seleção tcheca, que terminou com as suas esperanças na fase de qualificação.
"Jessica (a namorada) me disse que estava se sentindo muito sozinha e me chamou para ir em sua casa. Pensei que talvez iriam me deixar ir para casa mais cedo se eles soubessem que meu avô havia morrido." explicou Ireland.
Ireland não atua pela Seleção Irlandesa desde a confusão, e provavelmente nunca mais será convocado para defender a Irlanda.[carece de fontes?]

### Aston Villa
Na temporada 2010-11 da Premier League, Ireland era cobiçado pelo Aston Villa que ofereceu em troca James Milner, mas a transferência só foi realizada quando o Aston Villa exigiu 2 milhões de libras do Manchester City para concordar com a negociação. Em 13 de agosto de 2010, foi relatado que o acordo havia sido feito, e ele estava no centro de treinamento do Aston Villa fazendo exames médicos. O preço final foi a troca de Milner mais 18 milhões de libras.

#### Newcastle
No último dia da janela de transferências europeia de inverno, 31 de janeiro de 2011, Ireland por empréstimo acertou com o Newcastle United.